# UCI WorldTour 2021
El UCI WorldTour 2021 fue la undécima edición del máximo calendario ciclista a nivel mundial bajo la organización de la UCI.
El calendario estaba previsto para tener 33 carreras, dos menos que la edición anterior tras la no celebración del Tour Down Under y la Cadel Evans Great Ocean Road Race. Comenzó el 21 de febrero con la carrera del UAE Tour en los Emiratos Árabes Unidos y finalizó el 9 de octubre con el Giro de Lombardía en Italia, disputándose finalmente un total de 29 pruebas.

## Equipos
Para 2021 los equipos UCI WorldTeam fueron 19, igual número que la edición anterior. Para esta temporada en la máxima categoría cambiaron de nombre por ingreso de nuevos patrocinadores los equipos AG2R Citroën Team, Astana-Premier Tech, Bahrain Victorious, EF Education-Nippo, Team BikeExchange, Team DSM, y el Team Qhubeka Assos. Así mismo, el equipo CCC Team desapareció como equipo, y en su reemplazo ascendió a la máxima categoría el equipo Intermarché-Wanty-Gobert Matériaux.
| Nombre                             | País                   | Código UCI |
| ---------------------------------- | ---------------------- | ---------- |
| AG2R Citroën Team                  | Francia                | ACT        |
| Astana-Premier Tech                | Kazajistán             | AST        |
| Bahrain Victorious                 | Baréin                 | TBV        |
| Bora-Hansgrohe                     | Alemania               | BOH        |
| Cofidis, Solutions Crédits         | Francia                | COF        |
| Deceuninck-Quick Step              | Bélgica                | DQT        |
| EF Education-NIPPO                 | Estados Unidos         | EFN        |
| Groupama-FDJ                       | Francia                | GFC        |
| INEOS Grenadiers                   | Reino Unido            | IGD        |
| Intermarché-Wanty-Gobert Matériaux | Bélgica                | IWG        |
| Israel Start-Up Nation             | Israel                 | ISN        |
| Jumbo-Visma                        | Países Bajos           | TJV        |
| Lotto Soudal                       | Bélgica                | LTS        |
| Movistar Team                      | España                 | MOV        |
| Team BikeExchange                  | Australia              | BEX        |
| Team DSM                           | Alemania               | DSM        |
| Team Qhubeka NextHash              | Sudáfrica              | TQA        |
| Trek-Segafredo                     | Estados Unidos         | TFS        |
| UAE Team Emirates                  | Emiratos Árabes Unidos | UAD        |

## Carreras
| UCI World Tour 2021            | UCI World Tour 2021     | UCI World Tour 2021               | UCI World Tour 2021   | UCI World Tour 2021 |
| Fecha                          | País                    | Carrera                           | Ganador               |                     |
| ------------------------------ | ----------------------- | --------------------------------- | --------------------- | ------------------- |
| 19 – 24 de enero               | Australia               | Tour Down Under                   | cancelada             |                     |
| 31 de ene                      | Australia               | Cadel Evans Great Ocean Road Race | cancelada             |                     |
| 21 – 27 de febrero             | Emiratos Árabes Unidos  | UAE Tour                          | Tadej Pogačar         |                     |
| 27 de feb                      | Bélgica                 | Omloop Het Nieuwsblad             | Davide Ballerini      |                     |
| 6 de mar                       | Italia                  | Strade Bianche                    | Mathieu van der Poel  |                     |
| 7 – 14 de marzo                | Francia                 | París-Niza                        | Maximilian Schachmann |                     |
| 10 – 16 de marzo               | Italia                  | Tirreno-Adriático                 | Tadej Pogačar         |                     |
| 20 de mar                      | Italia                  | Milán-San Remo                    | Jasper Stuyven        |                     |
| 22 – 28 de marzo               | España                  | Volta a Cataluña                  | Adam Yates            |                     |
| 24 de mar                      | Bélgica                 | Clásica Brujas-La Panne           | Sam Bennett           |                     |
| 26 de mar                      | Bélgica                 | E3 Saxo Classic                   | Kasper Asgreen        |                     |
| 28 de mar                      | Bélgica                 | Gante-Wevelgem                    | Wout van Aert         |                     |
| 31 de mar                      | Bélgica                 | A través de Flandes               | Dylan van Baarle      |                     |
| 4 de abr                       | Bélgica                 | Tour de Flandes                   | Kasper Asgreen        |                     |
| 5 – 10 de abril                | España                  | Vuelta al País Vasco              | Primož Roglič         |                     |
| 18 de abr                      | Países Bajos            | Amstel Gold Race                  | Wout van Aert         |                     |
| 21 de abr                      | Bélgica                 | Flecha Valona                     | Julian Alaphilippe    |                     |
| 25 de abr                      | Bélgica                 | Lieja-Bastoña-Lieja               | Tadej Pogačar         |                     |
| 27 de abril – 2 de mayo        | Suiza                   | Tour de Romandía                  | Geraint Thomas        |                     |
| 8 – 30 de mayo                 | Italia                  | Giro de Italia                    | Egan Bernal           |                     |
| 30 de mayo – 6 de junio        | Francia                 | Critérium del Dauphiné            | Richie Porte          |                     |
| 6 – 13 de junio                | Suiza                   | Vuelta a Suiza                    | Richard Carapaz       |                     |
| 26 de junio – 18 de julio      | Francia                 | Tour de Francia                   | Tadej Pogačar         |                     |
| 31 de jul                      | España                  | Clásica San Sebastián             | Neilson Powless       |                     |
| 9 – 15 de agosto               | Polonia                 | Tour de Polonia                   | João Almeida          |                     |
| 14 de agosto – 5 de septiembre | España                  | Vuelta a España                   | Primož Roglič         |                     |
| 22 de ago                      | Alemania                | EuroEyes Cyclassics               | cancelada             |                     |
| 29 de ago                      | Francia                 | Bretagne Classic                  | Benoît Cosnefroy      |                     |
| 30 de agosto – 5 de septiembre | Bélgica                 | Benelux Tour                      | Sonny Colbrelli       |                     |
| 10 de sep                      | Canadá                  | Gran Premio de Quebec             | cancelada             |                     |
| 12 de sep                      | Canadá                  | Gran Premio de Montreal           | cancelada             |                     |
| 19 de sep                      | Alemania                | Gran Premio de Fráncfort          | Jasper Philipsen      |                     |
| 3 de oct                       | Francia                 | París-Roubaix                     | Sonny Colbrelli       |                     |
| 9 de oct                       | Italia                  | Giro de Lombardía                 | Tadej Pogačar         |                     |
| 14 – 19 de octubre             | República Popular China | Tour de Guangxi                   | cancelada             |                     |

## Clasificaciones Ranking Mundial (UCI World Ranking)
Esta es la clasificación final oficial del Ranking Mundial (UCI World Ranking) 2021:
Nota: ver Baremos de puntuación

### Clasificación individual
| Posición | Corredor             | Equipo                | Puntos  |
| -------- | -------------------- | --------------------- | ------- |
| 1.º      | Tadej Pogačar        | UAE Emirates          | 5363    |
| 2.º      | Wout van Aert        | Jumbo-Visma           | 4382    |
| 3.º      | Primož Roglič        | Jumbo-Visma           | 3924    |
| 4.º      | Julian Alaphilippe   | Deceuninck-Quick Step | 3104,67 |
| 5.º      | Egan Bernal          | INEOS Grenadiers      | 2576    |
| 6.º      | Richard Carapaz      | INEOS Grenaiders      | 2553    |
| 7.º      | Mathieu van der Poel | Alpecin-Fenix         | 2461    |
| 8.º      | Adam Yates           | INEOS Grenadiers      | 2251    |
| 9.º      | João Almeida         | Deceuninck-Quick Step | 2219    |
| 10.º     | Richard Carapaz      | INEOS Grenadiers      | 2018    |

| Posiciones 11.º al 20.º | Posiciones 11.º al 20.º | Posiciones 11.º al 20.º | Posiciones 11.º al 20.º |
| ----------------------- | ----------------------- | ----------------------- | ----------------------- |
| 11.º                    | Alejandro Valverde      | Movistar                | 1981                    |
| 12.º                    | Matej Mohorič           | Bahrain Victorious      | 1897                    |
| 13.º                    | Michael Woods           | Israel Start-Up Nation  | 1893                    |
| 14.º                    | Remco Evenepoel         | Deceuninck-Quick Step   | 1799                    |
| 15.º                    | Jasper Philipsen        | Alpecin-Fenix           | 1777                    |
| 16.º                    | David Gaudu             | Groupama-FDJ            | 1773                    |
| 17.º                    | Jasper Stuyven          | Trek-Segafredo          | 1771                    |
| 18.º                    | Jonas Vingegaard        | Jumbo-Visma             | 1730                    |
| 19.º                    | Tim Merlier             | Alpecin-Fenix           | 1703                    |
| 20.º                    | Bauke Mollema           | Trek-Segafredo          | 1620,66                 |

### Clasificación por equipos
| Posición | Equipo                 | Puntos   |
| -------- | ---------------------- | -------- |
| 1.º      | Deceuninck-Quick Step  | 15641,21 |
| 2.º      | INEOS Grenadiers       | 14998,66 |
| 3.º      | Jumbo-Visma            | 12914,67 |
| 4.º      | UAE Emirates           | 12355,66 |
| 5.º      | Bahrain Victorious     | 10429    |
| 6.º      | Alpecin-Fenix          | 8251     |
| 7.º      | Bora-Hansgrohe         | 8222     |
| 8.º      | AG2R Citroën           | 7151     |
| 9.º      | Groupama-FDJ           | 6715     |
| 10.º     | Israel Start-Up Nation | 6704,66  |

### Clasificación por países
| Posición | País         | Puntos   |
| -------- | ------------ | -------- |
| 1.º      | Bélgica      | 14349,33 |
| 2.º      | Eslovenia    | 11993    |
| 3.º      | Francia      | 11541,67 |
| 4.º      | Italia       | 10851    |
| 5.º      | Reino Unido  | 9960,6   |
| 6.º      | Países Bajos | 9808,66  |
| 7.º      | España       | 7979     |
| 8.º      | Dinamarca    | 7911,6   |
| 9.º      | Australia    | 7001,66  |
| 10.º     | Colombia     | 6796     |

## Progreso de las clasificaciones
| Carrera (Vencedor)                          | Clasificación individual | Clasificación por equipos |
| ------------------------------------------- | ------------------------ | ------------------------- |
| UAE Tour (Tadej Pogačar)                    | Primož Roglič            | Deceuninck-Quick Step     |
| Omloop Het Nieuwsblad (Davide Ballerini)    | Primož Roglič            | Deceuninck-Quick Step     |
| Strade Bianche (Mathieu van der Poel)       | Primož Roglič            | Deceuninck-Quick Step     |
| París-Niza (Maximilian Schachmann)          | Primož Roglič            | Deceuninck-Quick Step     |
| Tirreno-Adriático (Tadej Pogačar)           | Primož Roglič            | Deceuninck-Quick Step     |
| Milán-San Remo (Jasper Stuyven)             | Primož Roglič            | Deceuninck-Quick Step     |
| Clásica Brujas-La Panne (Sam Bennett)       | Primož Roglič            | Deceuninck-Quick Step     |
| E3 Saxo Bank Classic (Kasper Asgreen)       | Primož Roglič            | Deceuninck-Quick Step     |
| Volta a Cataluña (Adam Yates)               | Primož Roglič            | Deceuninck-Quick Step     |
| Gante-Wevelgem (Wout van Aert)              | Primož Roglič            | Deceuninck-Quick Step     |
| A través de Flandes (Dylan van Baarle)      | Primož Roglič            | Deceuninck-Quick Step     |
| Tour de Flandes (Kasper Asgreen)            | Primož Roglič            | Deceuninck-Quick Step     |
| Vuelta al País Vasco (Primož Roglič)        | Primož Roglič            | Deceuninck-Quick Step     |
| Amstel Gold Race (Wout van Aert)            | Primož Roglič            | Deceuninck-Quick Step     |
| Flecha Valona (Julian Alaphilippe)          | Primož Roglič            | Deceuninck-Quick Step     |
| Lieja-Bastoña-Lieja (Tadej Pogačar)         | Primož Roglič            | Deceuninck-Quick Step     |
| Tour de Romandía (Geraint Thomas)           | Primož Roglič            | Deceuninck-Quick Step     |
| Giro de Italia (Egan Bernal)                | Primož Roglič            | INEOS Grenadiers          |
| Critérium del Dauphiné (Richie Porte)       | Primož Roglič            | INEOS Grenadiers          |
| Vuelta a Suiza (Richard Carapaz)            | Primož Roglič            | INEOS Grenadiers          |
| Tour de Francia (Tadej Pogačar)             | Tadej Pogačar            | INEOS Grenadiers          |
| Clásica San Sebastián (Neilson Powless)     | Tadej Pogačar            | INEOS Grenadiers          |
| Tour de Polonia (João Almeida)              | Tadej Pogačar            | INEOS Grenadiers          |
| Bretagne Classic (Benoît Cosnefroy)         | Tadej Pogačar            | INEOS Grenadiers          |
| Tour del Benelux (Sonny Colbrelli)          | Tadej Pogačar            | INEOS Grenadiers          |
| Vuelta a España (Primož Roglič)             | Tadej Pogačar            | INEOS Grenadiers          |
| Gran Premio de Fráncfort (Jasper Philipsen) | Wout van Aert            | INEOS Grenadiers          |
| París-Roubaix (Sonny Colbrelli)             | Tadej Pogačar            | Deceuninck-Quick Step     |
| Giro de Lombardía (Tadej Pogačar)           | Tadej Pogačar            | Deceuninck-Quick Step     |

## Victorias en el WorldTour

### Victorias por corredor
- Notas: En amarillo corredores de equipos de categoría UCI ProTeam, Continental y selecciones nacionales.

Incluye victorias en prólogos.
| Posición | Ciclista              | Equipo                             | Etapa | Clásica | General | Total |
| -------- | --------------------- | ---------------------------------- | ----- | ------- | ------- | ----- |
| 1.º      | Tadej Pogačar         | UAE Emirates                       | 6     | 2       | 3       | 11    |
| 2.º      | Primož Roglič         | Jumbo-Visma                        | 8     | -       | 2       | 10    |
| 3.º      | Wout van Aert         | Jumbo-Visma                        | 5     | 2       | -       | 7     |
| 3.º      | Mathieu van der Poel  | Alpecin-Fenix                      | 6     | 1       | -       | 7     |
| 5.º      | Sam Bennett           | Deceuninck-Quick Step              | 4     | 1       | -       | 5     |
| 5.º      | Sonny Colbrelli       | Bahrain Victorious                 | 3     | 1       | 1       | 5     |
| 7.º      | Mark Cavendish        | Deceuninck-Quick Step              | 4     | -       | -       | 4     |
| 7.º      | Tim Merlier           | Alpecin-Fenix                      | 4     | -       | -       | 4     |
| 7.º      | Caleb Ewan            | Lotto Soudal                       | 4     | -       | -       | 4     |
| 7.º      | Magnus Cort           | EF Education-NIPPO                 | 4     | -       | -       | 4     |
| 11.º     | Peter Sagan           | Bora-Hansgrohe                     | 3     | -       | -       | 3     |
| 11.º     | Filippo Ganna         | INEOS Grenadiers                   | 3     | -       | -       | 3     |
| 11.º     | Egan Bernal           | INEOS Grenadiers                   | 2     | -       | 1       | 3     |
| 11.º     | Julian Alaphilippe    | Deceuninck-Quick Step              | 2     | 1       | -       | 3     |
| 11.º     | João Almeida          | Deceuninck-Quick Step              | 2     | -       | 1       | 3     |
| 11.º     | Stefan Bissegger      | EF Education-NIPPO                 | 3     | -       | -       | 3     |
| 11.º     | Fabio Jakobsen        | Deceuninck-Quick Step              | 3     | -       | -       | 3     |
| 11.º     | Matej Mohorič         | Bahrain Victorious                 | 3     | -       | -       | 3     |
| 11.º     | Jasper Philipsen      | Alpecin-Fenix                      | 2     | 1       | -       | 3     |
| 20.º     | Adam Yates            | INEOS Grenadiers                   | 1     | -       | 1       | 2     |
| 20.º     | Kasper Asgreen        | Deceuninck-Quick Step              | -     | 2       | -       | 2     |
| 20.º     | Rohan Dennis          | INEOS Grenadiers                   | 2     | -       | -       | 2     |
| 20.º     | Geraint Thomas        | INEOS Grenadiers                   | 1     | -       | 1       | 2     |
| 20.º     | Mark Padun            | Bahrain Victorious                 | 2     | -       | -       | 2     |
| 20.º     | Andreas Kron          | Lotto Soudal                       | 2     | -       | -       | 2     |
| 20.º     | Gino Mäder            | Bahrain Victorious                 | 2     | -       | -       | 2     |
| 20.º     | Richard Carapaz       | INEOS Grenadiers                   | 1     | -       | 1       | 2     |
| 20.º     | Rémi Cavagna          | Deceuninck-Quick Step              | 2     | -       | -       | 2     |
| 20.º     | Damiano Caruso        | Bahrain Victorious                 | 2     | -       | -       | 2     |
| 20.º     | Michael Storer        | DSM                                | 2     | -       | -       | 2     |
| 20.º     | Taco van der Hoorn    | Intermarché-Wanty-Gobert Matériaux | 2     | -       | -       | 2     |
| 32.º     | Jonas Vingegaard      | Jumbo-Visma                        | 1     | -       | -       | 1     |
| 32.º     | Davide Ballerini      | Deceuninck-Quick Step              | -     | 1       | -       | 1     |
| 32.º     | Cees Bol              | DSM                                | 1     | -       | -       | 1     |
| 32.º     | Maximilian Schachmann | Bora-Hansgrohe                     | -     | -       | 1       | 1     |
| 32.º     | Mads Würtz Schmidt    | Israel Start-Up Nation             | 1     | -       | -       | 1     |
| 32.º     | Jasper Stuyven        | Trek-Segafredo                     | -     | 1       | -       | 1     |
| 32.º     | Esteban Chaves        | BikeExchange                       | 1     | -       | -       | 1     |
| 32.º     | Lennard Kämna         | Bora-Hansgrohe                     | 1     | -       | -       | 1     |
| 32.º     | Thomas de Gendt       | Lotto Soudal                       | 1     | -       | -       | 1     |
| 32.º     | Dylan van Baarle      | INEOS Grenadiers                   | -     | 1       | -       | 1     |
| 32.º     | Alex Aranburu         | Astana-Premier Tech                | 1     | -       | -       | 1     |
| 32.º     | Ion Izagirre          | Astana-Premier Tech                | 1     | -       | -       | 1     |
| 32.º     | Mikkel Honoré         | Deceuninck-Quick Step              | 1     | -       | -       | 1     |
| 32.º     | David Gaudu           | Groupama-FDJ                       | 1     | -       | -       | 1     |
| 32.º     | Marc Soler            | Movistar                           | 1     | -       | -       | 1     |
| 32.º     | Michael Woods         | Israel Start-Up Nation             | 1     | -       | -       | 1     |
| 32.º     | Joe Dombrowski        | UAE Emirates                       | 1     | -       | -       | 1     |
| 32.º     | Victor Lafay          | Cofidis, Solutions Crédits         | 1     | -       | -       | 1     |
| 32.º     | Mauro Schmid          | Qhubeka NextHash                   | 1     | -       | -       | 1     |
| 32.º     | Andrea Vendrame       | AG2R Citroën                       | 1     | -       | -       | 1     |
| 32.º     | Giacomo Nizzolo       | Qhubeka NextHash                   | 1     | -       | -       | 1     |
| 32.º     | Lorenzo Fortunato     | EOLO-KOMETA                        | 1     | -       | -       | 1     |
| 32.º     | Victor Campenaerts    | Qhubeka NextHash                   | 1     | -       | -       | 1     |
| 32.º     | Daniel Martin         | Israel Start-Up Nation             | 1     | -       | -       | 1     |
| 32.º     | Alberto Bettiol       | EF Education-NIPPO                 | 1     | -       | -       | 1     |
| 32.º     | Simon Yates           | BikeExchange                       | 1     | -       | -       | 1     |
| 32.º     | Brent Van Moer        | Lotto Soudal                       | 1     | -       | -       | 1     |
| 32.º     | Lukas Pöstlberger     | Bora-Hansgrohe                     | 1     | -       | -       | 1     |
| 32.º     | Alexéi Lutsenko       | Astana-Premier Tech                | 1     | -       | -       | 1     |
| 32.º     | Alejandro Valverde    | Movistar                           | 1     | -       | -       | 1     |
| 32.º     | Richie Porte          | INEOS Grenadiers                   | -     | -       | 1       | 1     |
| 32.º     | Stefan Küng           | Groupama-FDJ                       | 1     | -       | -       | 1     |
| 32.º     | Rigoberto Urán        | EF Education-NIPPO                 | 1     | -       | -       | 1     |
| 32.º     | Dylan Teuns           | Bahrain Victorious                 | 1     | -       | -       | 1     |
| 32.º     | Ben O'Connor          | AG2R Citroën                       | 1     | -       | -       | 1     |
| 32.º     | Nils Politt           | Bora-Hansgrohe                     | 1     | -       | -       | 1     |
| 32.º     | Bauke Mollema         | Trek-Segafredo                     | 1     | -       | -       | 1     |
| 32.º     | Sepp Kuss             | Jumbo-Visma                        | 1     | -       | -       | 1     |
| 32.º     | Patrick Konrad        | Bora-Hansgrohe                     | 1     | -       | -       | 1     |
| 32.º     | Neilson Powless       | EF Education-NIPPO                 | -     | 1       | -       | 1     |
| 32.º     | Phil Bauhaus          | Bahrain Victorious                 | 1     | -       | -       | 1     |
| 32.º     | Fernando Gaviria      | UAE Emirates                       | 1     | -       | -       | 1     |
| 32.º     | Nikias Arndt          | DSM                                | 1     | -       | -       | 1     |
| 32.º     | Julius van den Berg   | EF Education-NIPPO                 | 1     | -       | -       | 1     |
| 32.º     | Rein Taaramäe         | Intermarché-Wanty-Gobert Matériaux | 1     | -       | -       | 1     |
| 32.º     | Florian Sénéchal      | Deceuninck-Quick Step              | 1     | -       | -       | 1     |
| 32.º     | Romain Bardet         | DSM                                | 1     | -       | -       | 1     |
| 32.º     | Rafał Majka           | UAE Emirates                       | 1     | -       | -       | 1     |
| 32.º     | Benoît Cosnefroy      | AG2R Citroën                       | -     | 1       | -       | 1     |
| 32.º     | Miguel Ángel López    | Movistar                           | 1     | -       | -       | 1     |
| 32.º     | Clément Champoussin   | AG2R Citroën                       | 1     | -       | -       | 1     |

### Victorias por equipo
- Notas: En amarillo equipos UCI ProTeam.

Incluye victorias en CRE.
| Posición | Equipo                             | Victorias |
| -------- | ---------------------------------- | --------- |
| 1.º      | Deceuninck-Quick Step              | 25        |
| 2.º      | Jumbo-Visma                        | 19        |
| 3.º      | INEOS Grenadiers                   | 16        |
| 3.º      | Bahrain Victorious                 | 16        |
| 5.º      | Alpecin-Fenix                      | 14        |
| 5.º      | UAE Emirates                       | 14        |
| 7.º      | EF Education-NIPPO                 | 11        |
| 8.º      | Bora-Hansgrohe                     | 8         |
| 8.º      | Lotto Soudal                       | 8         |
| 10.º     | DSM                                | 5         |
| 11.º     | AG2R Citroën                       | 4         |
| 12.º     | Qhubeka NextHash                   | 3         |
| 12.º     | Israel Start-Up Nation             | 3         |
| 12.º     | Astana-Premier Tech                | 3         |
| 12.º     | Intermarché-Wanty-Gobert Matériaux | 3         |
| 12.º     | Movistar                           | 3         |
| 17.º     | BikeExchange                       | 2         |
| 17.º     | Groupama-FDJ                       | 2         |
| 17.º     | Trek-Segafredo                     | 2         |
| 20.º     | Cofidis, Solutions Crédits         | 1         |
| 20.º     | EOLO-KOMETA                        | 1         |

### Victorias por países
- Se incluyen las victorias en contrarreloj por equipos.

| Posición | País           | Victorias |
| -------- | -------------- | --------- |
| 1.º      | Eslovenia      | 24        |
| 2.º      | Bélgica        | 19        |
| 3.º      | Países Bajos   | 16        |
| 4.º      | Italia         | 15        |
| 5.º      | Dinamarca      | 11        |
| 5.º      | Francia        | 11        |
| 7.º      | Australia      | 10        |
| 8.º      | Reino Unido    | 9         |
| 9.º      | Suiza          | 7         |
| 9.º      | Colombia       | 7         |
| 11.º     | Irlanda        | 6         |
| 12.º     | Alemania       | 5         |
| 13.º     | España         | 4         |
| 14.º     | Eslovaquia     | 3         |
| 14.º     | Estados Unidos | 3         |
| 14.º     | Portugal       | 3         |
| 17.º     | Ucrania        | 2         |
| 17.º     | Ecuador        | 2         |
| 17.º     | Austria        | 2         |
| 20.º     | Canadá         | 1         |
| 20.º     | Kazajistán     | 1         |
| 20.º     | Estonia        | 1         |
| 20.º     | Polonia        | 1         |